# Incel

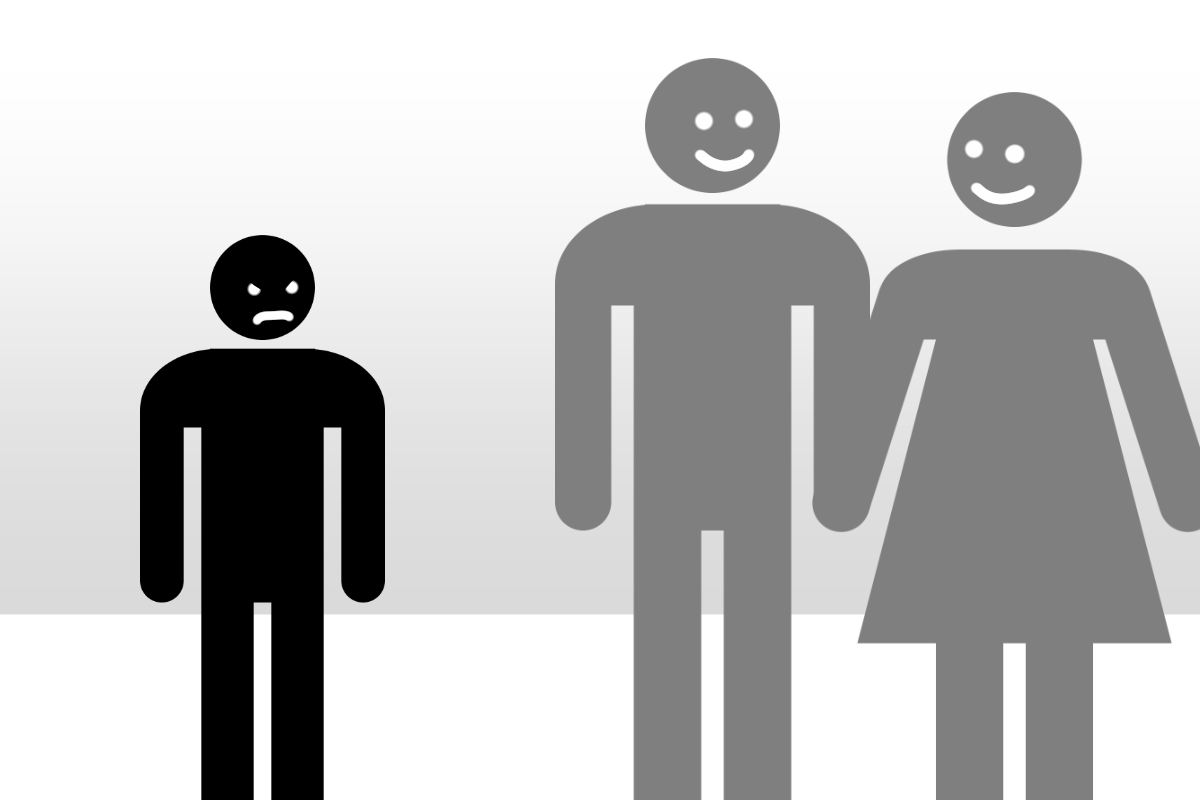
Hình ảnh mô phỏng tình trạng incel - độc thân không tự nguyện.

Incels là một từ kết hợp (portmanteau) chỉ tình trạng "độc thân không tự nguyện" (involuntary celibates), là thành viên của một tiểu văn hóa cộng đồng mạng. Những người này tự xác định là không thể tìm thấy một đối tác lãng mạn hoặc tình dục mặc dù mong muốn tìm được một người thích hợp, trạng thái này họ mô tả là inceldom.
Các cuộc thảo luận trong diễn đàn incel thường được đặc trưng bởi sự phẫn nộ (resentment), sự thù đời (misanthropy), tự thương hại (self-pity), tự hận (self-hatred), kỳ thị nữ giới (misogyny), phân biệt chủng tộc, ý thức về quyền lợi trong tình dục, và sự chứng thực của bạo lực đối chống những người hoạt động tình dục. Tổ chức phi lợi nhuận của Mỹ Southern Poverty Law Center mô tả tiểu văn hóa như "một phần của hệ sinh thái chế độ phụ quyền trực tuyến" được bao gồm trong danh sách các nhóm thù ghét (hate group) của họ.
Ước tính kích thước tổng thể của cộng đồng rất khác nhau. Họ được coi là chủ yếu là nam giới và dị tính, nhưng các nguồn tin không đồng ý về chủ đề hòa giải dân tộc (ethnic makeup).
Ít nhất bốn vụ giết người hàng loạt, dẫn đến 45 trường hợp tử vong, đã được thực hiện ở Bắc Mỹ bởi những người đàn ông tự nhận mình là incels hoặc đã đề cập đến tên và bài viết liên quan đến incel trong các bài viết riêng hoặc bài đăng trên Internet của họ. Các cộng đồng incel đã bị giới truyền thông và các nhà nghiên cứu chỉ trích là kỳ thị phụ nữ, khuyến khích bạo lực, truyền bá quan điểm cực đoan và triệt để các thành viên của họ.